# I liga polska w futsalu (2000/2001)
I liga polska w futsalu 2000/2001 – ósma edycja najwyższych w hierarchii rozgrywek klubowych polskiej ligi futsalu. Tytuł Mistrza Polski wywalczył Clearex Chorzów.

## Tabela
| Lp.    | Drużyna                         | M  | Z  | R | P  | Bramki | Bramki | Różn. | Pkt. | Uwagi           |
| ------ | ------------------------------- | -- | -- | - | -- | ------ | ------ | ----- | ---- | --------------- |
| złoto  | Clearex Chorzów                 | 22 | 20 | 1 | 1  | 179    | 68     | +111  | 61   | złoto           |
| srebro | P.A. Nova Gliwice               | 22 | 17 | 2 | 3  | 136    | 71     | +65   | 53   |                 |
| brąz   | Jango Gliwice                   | 22 | 12 | 1 | 9  | 126    | 104    | +22   | 37   |                 |
| 4      | Unisoft Gdynia (b)              | 22 | 10 | 4 | 8  | 113    | 90     | +23   | 34   |                 |
| 5      | Skała-Inter Tychy               | 22 | 10 | 3 | 9  | 83     | 88     | -5    | 33   |                 |
| 6      | Irex Sosnowiec (b)              | 22 | 10 | 1 | 11 | 110    | 141    | -31   | 31   |                 |
| 7      | Cuprum Polkowice                | 22 | 9  | 3 | 10 | 75     | 88     | -13   | 30   |                 |
| 8      | DSI Legnica                     | 22 | 9  | 2 | 11 | 112    | 103    | +9    | 29   |                 |
| 9      | KP Warszawa                     | 22 | 8  | 1 | 13 | 86     | 120    | -34   | 25   | Wyc. po sezonie |
| 10     | Rekord-Lipnik Bielsko-Biała (b) | 22 | 7  | 1 | 14 | 91     | 117    | -26   | 22   |                 |
| 11     | Telsport Katowice               | 22 | 6  | 0 | 16 | 84     | 117    | -33   | 18   | Spadek          |
| 11     | Paulo-Torhen Gorzów Wlkp. (b)   | 22 | 3  | 1 | 18 | 46     | 144    | -98   | 10   | Spadek          |

- Cambras Legnica przed sezonem zmienił nazwę na DSI Legnica.

## Klasyfikacja medalowa mistrzostw Polski po sezonie
|   | Klub                 | złoto | srebro | brąz |
| - | -------------------- | ----- | ------ | ---- |
| 1 | P.A. Nova Gliwice    | 3     | 2      | 1    |
| 2 | Cuprum Polkowice     | 2     |        | 2    |
| 3 | Clearex Chorzów      | 2     |        |      |
| 4 | Jard Gliwice         |       | 1      |      |
| 4 | Rekord Bielsko-Biała |       | 1      |      |
| 4 | Opał Gniezno         |       | 1      |      |
| 4 | Mistreated Jaworzno  |       | 1      |      |
| 4 | Cambras Legnica      |       | 1      |      |
| 5 | SUW-TOR Łódź         |       |        | 1    |
| 5 | Cynk-Mal Legnica     |       |        | 1    |
| 5 | Goldenmajer Kraków   |       |        | 1    |
| 5 | Jango Gliwice        |       |        | 1    |

## Najlepsi strzelcy
| Zawodnik            | Drużyna           | Bramki |
| ------------------- | ----------------- | ------ |
| Jasiński Krzysztof  | Clearex Chorzów   | 46     |
| Korczyński Błażej   | Jango Gliwice     | 38     |
| Filipczak Krzysztof | P.A. Nova Gliwice | 30     |
| Filipik Piotr       | Unisoft Gdynia    | 28     |
| Maksym Szymon       | Jango Gliwice     | 26     |

## Źródła
- futsalekstraklasa.pl